# Parafia Najświętszej Maryi Panny Matki Miłosierdzia w Klukowej Hucie
Parafia Najświętszej Maryi Panny Matki Miłosierdzia w Klukowej Hucie – rzymskokatolicka parafia w Klukowej Hucie. Należy do dekanatu stężyckiego znajdującego się w diecezji pelplińskiej. Erygowana w 1984 roku. Jej proboszczem jest ks. Dariusz Knut.

## Obszar parafii
Do parafii należą wsie: Borowiec, Danachowo, Grodzisko, Klukowa Huta, Nowa Wieś, Węsiory, Żuromino.